# اس‌بورک
اس‌بورک (به لاتین: Assebroek) یک منطقهٔ مسکونی در بلژیک است که در بروخه واقع شده‌است. اس‌بورک ۸٫۵۲ کیلومتر مربع مساحت و ۱۹٬۳۴۱ نفر جمعیت دارد.